# Грузинська міфологія

Борджгалі — старовинний грузинський символ, що позначає Сонце.

Грузія відома як одна з найдавніших країн з багатовіковою християнською культурою. На фотографіях з Грузії рясніють стародавні храми і монастирі, побудовані ще в ті далекі часи, коли більшості з сучасних країн не було ще й у зачатку. Однак мало хто знає про дохристиянську Грузію, її язичницьких богів і ритуали. Величезна частина дохристиянської культури була знищена ще на зорі християнства, під час боротьби з язичницьким спадком, і сьогодні виразно відчувається бідність цього пласта грузинської культури. Однак, язичництво в тому чи іншому вигляді все ж збереглося, багато в чому прийнявши християнські риси. І донині в багатьох регіонах країни можна спостерігати безліч язичницьких ритуалів.
Грузинські міфи і легенди збереглися в народних казках. Багато з них згодом злилися з  християнською міфологією.
Найвідоміші персонажі грузинської міфології:
- Агуна — божество виноградарства і виноробства в Західній Грузії.
- Алі - злі демони.
- Адґіліс Деда — богиня місця.
- Амбрі — міфічний велетень.
- Амірані (груз. ამირანი) — міфічний герой, син Далі і мисливця Дарджела.
- Апсаті
- Армазі (груз. არმაზი) — згідно з грузинськими джерелами, головний бог релігії древньої Грузії, встановленої  Фарнавазом I (IV століття до н. е.).
- Баадурі (груз. ბაადური) — герой, син богів, борець проти зла.
- Бакбак-Деві
- Барбале
- Батонебі
- Бегела
- Бедіс Мцерлебі
- Бері Бера
- Беріка
- Боселі
- Бочі
- Вешапи
- Вобі
- Гвеліспері
- Гіоргі
- Гмерті
- Далі (груз. დალი) — Богиня полювання.
- Деви (груз. დევი).
- Дедабері
- Джварі
- Діліс Варсквлаві (груз. დილის ვარსკვლავი, ранкова зірка) — бог зими, служка Тамара.
- Добілні
- Гаці (груз. გაცი) і Гаїмі (груз. გაიმი) — разом з Армазі боги релігії, встановленої  Фарнавазом I. Золотий ідол Гаці і срібний ідол Гаїма стояли поруч з ідолами Армазі та інших давньогрузинських божеств в Армазціхе (територія сучас. Мцхети). Після оголошення християнства державною релігією (30-ті роки IV ст.) все ідоли були знищені. Відомості про зазначені божества, збереглися тільки в літописах, згідно з якими Гаца, як і Гаїма, називали «той, що знає найпотаємніше».
- Іахсарі
- Лахцарі (груз. ლახცარი) — міфічний герой, син Морігамі і друг Баадура.
- Каджі
- Камарі
- Квіріа
- Кер-огли
- Копала (груз. კოპალა) — міфічний герой, лучник.
- Ламара (груз. ლამარა)
- Мамбері
- Мацілі
- Мерані
- Мзетунахаві
- Міндорт Батоні
- Моріге (груз. მორიგე) — володар небес.
- Мзекала (груз. მზექალა) — богиня сонця, покровителька виноробства.
- Націліані
- Очопінте
- Очокочі
- Паскунджі
- Пахапан хрештак
- Піркуші (груз. პირქუში) — казковий коваль.
- Раші
- Рокапі
- Сандзімарі
- Сахліс ангелозі
- Тамар (груз. თამარი) — інше ім'я Ламари.
- Тедоре
- Тетрі Гіоргі (груз. თეთრი გიორგი) — борець і бог Місяця.
- Ткаші-мапа
- Тулепіа-Меліа
- Задені (груз. ზადენი) — богиня в Фарнавазіанській релігії.
- Фаскунджі